# Lothar Collatz
Lothar Collatz (Arnsberg, 6 giugno 1910 – Varna, 26 settembre 1990) è stato un matematico tedesco.
È noto soprattutto per la sua congettura formulata nel 1930, ancora oggi non dimostrata e riproposta da Paul Erdős, una sequenza (3x+1) scoperta da Lothar Collatz e diffusa da altri matematici come Helmut Hasse, ed altri. Studiò all'Università di Berlino.